# 6157 Prey
6157 Prey eller 1991 RX2 är en asteroid i huvudbältet som upptäcktes den 9 september 1991 av de båda tyska astronomen Freimut Börngen och Lutz D. Schmadel vid Tautenburg-observatoriet. Den är uppkallad efter den österrikiske astronomen Adalbert Prey.
Asteroiden har en diameter på ungefär 3 kilometer.